# Masomeloka
Masomeloka è una città e comune del Madagascar situata nel distretto di Mahanoro, regione di Atsinanana. 
La popolazione del comune rilevata nel censimento 2001 era pari a 27 567 unità.